# Feliks Kwiatek
Feliks Kwiatek, właśc. Efraim Kwiatek, ps. „Włada” (ur. 5 lipca 1886 w Płocku, zm. 14 września 1965 w Łodzi) – podpułkownik dyplomowany piechoty Wojska Polskiego, żołnierz Legionów Polskich, dziennikarz, członek Polskiej Partii Socjalistycznej.

## Życiorys
Urodził się w rodzinie żydowskiego kupca, Fiszela Kwiatka. Był młodszym bratem Józefa (1874–1910), działacza socjalistycznego i dziennikarza. Od 1902 był członkiem PPS, rok później rozpoczął studia na Wydziale Filozoficznym Cesarskiego Uniwersytetu Warszawskiego. Publikował m.in. w czasopiśmie socjalistycznym Promień pod pseudonimem „Włada”. Od 1905 był studentem Uniwersytetu w Bernie. W 1906, gdy doszło do rozłamu wewnątrz PPS, Kwiatek znalazł się pośród zwolenników PPS – Frakcji Rewolucyjnej. Później, w 1907, został członkiem Okręgowego Komitetu Robotniczego PPS w Łodzi, a potem także OKR PPS w Lublinie. Aresztowany przez władze rosyjskie 6 stycznia 1908. W grudniu 1908 został zwolniony. Nakazano mu także opuszczenie granic Imperium Rosyjskiego. Kwiatek znalazł się w Krakowie. Tam zaangażował się w działalność w Szkole Bojowej PPS 
Od 7 sierpnia 1914 był członkiem Związku Strzeleckiego, do którego zgłosił się na ochotnika. Początkowo był dowódcą 1 plutonu 9 kompanii strzeleckiej, a później 2 kompanii V batalionu 1 pułku piechoty Legionów Polskich. 9 października 1914 został awansowany na podporucznika piechoty. Następnie trafił do 3 kompanii VI batalionu 1 pułku piechoty Legionów. 26 lutego 1915 został dowódcą 1 plutonu 4 kompanii 1 pułku piechoty Legionów. W wyniku kryzysu przysięgowego został zwolniony ze służby w Legionach Polskich i internowany w obozie w Beniaminowie .
Od listopada 1918 służył w Wojsku Polskim. 2 stycznia 1920 roku został przydzielony do Wojennej Szkoły Sztabu Generalnego w Warszawie, w charakterze słuchacza II Kursu. Od kwietnia tego roku walczył na wojnie z bolszewikami. Od stycznia 1921 roku kontynuował naukę w Wyższej Szkole Wojennej jako słuchacz I Kursu Normalnego. We wrześniu 1921 roku, po ukończeniu kursu i otrzymaniu dyplomu naukowego oficera Sztabu Generalnego, został przydzielony do Oddziału I Sztabu Generalnego w Warszawie na stanowisko kierownika referatu. 3 maja 1922 roku został zweryfikowany w stopniu majora ze starszeństwem z dniem 1 czerwca 1919 roku i 306. lokatą w korpusie oficerów piechoty. Jego oddziałem macierzystym był wówczas 1 pułk piechoty Legionów. 1 grudnia 1924 roku awansował na podpułkownika ze starszeństwem z dniem 15 sierpnia 1924 roku i 82. lokatą w korpusie oficerów piechoty. W 1923 roku został przeniesiony etatowo do 50 pułku piechoty w Kowlu z pozostawieniem na dotychczasowym stanowisku w Sztabie Generalnym. Z dniem 1 stycznia 1925 roku został przeniesiony do 85 pułku piechoty w Nowej Wilejce na stanowisko dowódcy I batalionu. Z dniem 1 stycznia 1926 roku został przydzielony do dowództwa 28 Dywizji Piechoty w Warszawie na stanowisko szefa sztabu, pozostając oficerem nadetatowym 85 pp. W maju 1926 roku, w czasie zamachu stanu opowiedział się po stronie marszałka Józefa Piłsudskiego. 12 maja został przydzielony do sztabu Grupy „Warszawa” pod dowództwem generała Gustawa Orlicz-Dreszera w charakterze szefa Oddziału I. 17 maja, po rozwiązaniu grupy, powrócił na stanowisko szefa sztabu 28 DP. 
W październiku 1926 roku powrócił do Oddziału I Sztabu Generalnego na stanowisko szefa wydziału. 29 listopada 1927 roku ogłoszono jego przeniesienie do Dowództwa Okręgu Korpusu Nr X w Przemyślu na stanowisko szefa sztabu. W czerwcu 1930 roku otrzymał przeniesienie do 19 pułku piechoty we Lwowie na stanowisko dowódcy pułku . W grudniu 1933 roku nie uzyskał wymaganej liczby głosów inspektorów armii by awansować na pułkownika ze starszeństwem z dniem 1 stycznia 1934 roku (osiem głosów za i dziesięć głosów przeciwnych). W kwietniu 1934 roku został zwolniony z zajmowanego stanowiska. Z dniem 31 lipca 1934 roku został przeniesiony w stan spoczynku.
Sprawował funkcję dyrektora biura Izby Przemysłowo–Handlowej przy Ministerstwie Przemysłu i Handlu. Od 3 września 1939 roku pełnił służbę w Dowództwie Obrony Warszawy na stanowisku szefa Oddziału I Organizacyjnego. Po kapitulacji stolicy przebywał w niemieckiej niewoli, w Oflagu VII A Murnau, a następnie Oflagu VI B Dössel .
Po powrocie do Polski w 1945, przez pewien czas zajmował stanowisko dyrektora administracyjnego w Centrali Zbytu i Porcelany, Fajansu i Wyrobów Szklanych. W 1947 oskarżono go o nieprawidłowości w zarządzaniu tym podmiotem. W wyniku procesu, Kwiatka skazano na 5 lat więzienia. Ze względu na ciężką chorobę (gruźlicę), sąd zadecydował o zwolnieniu go przed odbyciem kary. Został zrehabilitowany w 1957, przywrócono mu również prawo do emerytury. Zmarł w Łodzi 14 września 1965 roku .

## Ordery i odznaczenia
- Krzyż Niepodległości (20 stycznia 1931)[20][2]
- Krzyż Oficerski Orderu Odrodzenia Polski (10 listopada 1928)[21][22]
- Krzyż Walecznych (czterokrornie) „za czyny męstwa i odwagi wykazane w bojach toczonych w latach 1918–1921”
- Krzyż Walecznych „za czyny męstwa i odwagi wykazane w wojnie rozpoczętej 1 września 1939 roku”[23]
- Złoty Krzyż Zasługi (2 sierpnia 1928)[24][22]